# Bătălia de pe linia Tannenberg
Batălia de pe linia Tannenberg (germană: Tannenbergstellung, estonă: Sinimägede lahing) a fost faza a doua a Bătăliei de la Narva, (din regiunea orașului Narva – Estonia). Bătălia a fost parte a luptelor de pe frontul de răsărit al celui de-al doilea război mondial dintre forțele Germaniei Naziste (Grupul de Armate Nord – Heeresgruppe Nord)  și ale Uniunii Sovietice (Fronturile Volhov și Leningrad).
Bătălia de la Narva este de asemenea cunoscută și ca Bătălia SS-iștilor europeni. În rândul voluntarilor europeni din cadrul Waffen SS s-au aflat luptători din Norvegia, Danemarca, Olanda, Belgia și în special din Estonia (Divizia SS a 20-a Waffen Grenadier). Deși în rândul forțelor germane au luptat și două corpuri ale Wehrmachtului, rolul și prezența lor în luptă a fost trecute pe planul doi).
Deși per total operațiunea sovietică a fost un succes, mica forță germană a reușit să blocheze înaintarea sovietică pentru mai multe luni, folosind la maxim natura terenului din aria de operațiuni (o zonă mlăștinoasă împădurită).

## Consolidarea liniei defensive
După ce au apărat capul de pod de pe râul Narva timp de aproape șase luni, germanii au primit ordinul de retragere pe Linia Tannenberg (Tannenbergstellung). Această linie defensivă se întindea pe crestele a trei dealuri („Munții Albaștri” – estonă: Sinimäed, rusă: Синие горы), care se întindeau pe direcția est-vest. Cele trei dealuri erau: Kinderheimhöhe (Dealul Orfelinatului), Grenadierhöhe (Dealul Grenadierului) 69,9 Höhe (Dealul 69.9, sau Liebhöhe Dealul Iubirii). Această linie defensivă era construită în apropiere de orașul de coastă Sillamäe. Aceste dealuri erau niște înălțimi cu pante line.
Formațiunile conduse de SS-Gruppenführer Felix Steiner au ocupat după retragerea de la Narva noile poziții defensive pe aceste dealuri. În ajutorul lor au sosit un corp de armată format din voluntari belgieni, 5.SS-Freiwilligen-Sturmbrigade Wallonien și 6.SS-Freiwilligen-Sturmbrigade Langemarck. Cele douǎ brigade Langemarck au luat poziții de luptă alături de Divizia de voluntari SS Nordland.

## Luptele pentru Kinderheimhöhe
Forțele Frontului Leningrad conduse de mareșalul  Leonid Govorov împotriva forțelor SS Langemarck și Norge, pe care le depășeau numeric cu mult. Dealurile au rămas în mâinile SS-iștilor, care au respins forțele sovietice după lupte foarte sângeroase. În sprijinul apărării au fost trimiși Brigada de tancuri 502, brigada  Wallonien și voluntarii estoni din 20.Waffen-Grenadier-Division der SS (Estnische Nr.1).
În săptămâna care a urmat, apărătorii din formațiunile Langemarck, Estland, Norge și Wallonien au purtat lupte extrem de grele pe pantele line ale Kinderheimhöhe.  Pe 27 iulie, apărătorii sprijiniți de tacuri Tiger 1 au reușit să distrugă mai multe atacuri combinate ale infanteriei sovietice sprijinită de tancuri T-34 și tunuri de asalt.
În timpul acestor atacuri, SS-Unterscharführer Remi Schrijnen din compania SS antitanc flamandă s-a remarcat prin distrugerea a peste zece tancuri sovietice, în ciuda faptului că fusese izolat de restul camarazilor. Pentru faptele sale de arme, a fost decorat cu „Crucea de Cavaler a Crucii de Fier”.
În ciuda vitejiei soldaților armatei regulate și a voluntarilor, germanii au fost siliți să se retragă de pe Kinderheimhöhe pe 27 iulie. Pe 28 iulie, voluntarii SS Norge au lansat un contraatac, pe care sovieticii, în ciuda pierderilor grele suferite, au reușit să-l respingă. Apărarea germană s-a reorganizat pe Grenadierhöhe.

## Luptele din august
Cropul de armată Steiner nu a avut parte de niciun răgaz. De-a lungul întregii luni august, sovieticii au continuat neîntrerupt atacurile. În ciuda pierderilor mari pricinuite sovieticilor, trupele SS au fost la rândul lor decimate. Divizia Nederland fusese redusă la efectivele unui regiment, iar grupurile  Wallonien și Langemarck la efectivele unei companii întărite. Divizia a 20-a Waffen-Grenadier a pierdut un întreg regiment în timpul retragerii și luptelor care au urmat, iar divizia Nordland nu era decât o umbră a ceea ce fusese odată, cu doar câteva tancuri Panther. Toate tancurile în stare de funcționare au fost grupate în Kampfgruppe, Panzerverband von Strachwitz. Acest grup, întărit cu câteva blindate din Regimentul de tancuri Großdeutschland, a avut efectivele unei brigăzi și a luptat pe tot frontul de la Narva.
În ciuda slăbiciunii evidente, Corpul Steiner a continuat să reziste pe înălțimile  Grenadierhöhe și 69,9 Höhe.
Spre mijlocul lunii august, în fața eșecurilor repetate, trupele sovietice și-au redus activitatea la patrulări și atacuri ocazionale. Răgazul a fost folosit de germani pentru a înlocui câteva dintre cele mai încercate unități din linia întâi. Pentru ceva timp, frontul Narva a rămas calm. 

## Luptele din jurul orașului Riga
În timpul desfășurării luptelor pentru capul de pod de la Narva, Ofensiva sovietică Bagration a fost încununată cu un succes neașteptat. Grupul de Armate Centru fusese decimat, iar sovieticii amenințau să prindă în capcană Grupul de Armate Nord în Letonia și Estonia. Tamcurile Panzerverband von Strachwitz au fost retrase în jurul capitala Letoniei, Riga, unde, la sfârșitul lunii iulie, s-au implicat în luptele sângeroase împotriva Frontului I Baltic de sub comanda lui Hovhannes Bagramian.
La sfârșitul lunii iulie și începutul lui august, sovieticii au reușit să rupă legătura dintre Grupurile de Armate Centru și Nord. Grupul de Armate Nord a fost izolat complet de restul trupelor germane.
Strachwitz, comandantul Panzerverband von Strachwitz, a fost separat de unitatea care îi purta numele, iar aceasta a fost recreată din două subunități 101.Panzerbrigade și SS-Panzerbrigade „Gross” din afara pungii. În interiorul pungii, resturile unităților de tancuri au fost constituite într-un alt Kampfgruppe.
Pe 19 august, a fost declanșată Operațiunea Doppelkopf (Unternehmen Doppelkopf) , care urmărea restabilirea legăturii dintre cele două Grupuri de Armate. Atacul german a fost deschis de bombardamentul tunurile navale de 203 mm de pe crucișătorul Prinz Eugen, care a distrus 48 de tancuri sovietice T-34. Atacurile germane din pungă și din afara ei au dus la restabilirea legăturii dintre cele două Grupuri de Armate. Deși fusese evitat dezastrul, situația germanilor era foarte clară: pozițiile Grupului de Armate Nord erau extrem de vulnerabile.

## Atacurile sovietice din sud
Dându-și seama de slăbiciunile forțelor sale, OKH-ul a ordonat Corpului de Armată al II-lea german din Estonia de sub comanda generalului Wilhelm Hasse să se retragă în Estonia, unde să întărească apărarea zonei de sud a Tannenbergstellung. Cropul al II-lea a fost amplasat în regiunea Karula - Sangaste, la sud-vest de lacul Peipsi. Principalul lui obiectiv era apărarea celui de-al doilea oraș eston ca importanță, Tartu.
Pe 21 august, cincisprezece dinvizii sovietice au atacat pe direcția sud-nord, spre Tartu. Brigada a 101-a Panzerm de sub comanda lui von Strachwitz  a atacat coloanele sovietice, dar în ciuda distrugerilor provocate tancurilor sovietice, a fost nevoită să se retragă datorită superiorității numerice copleșitoare a inamicului.. Corpului de Armată al II-lea a fost împins spre Tartu, iar până pe 25 august ocupase poziții defensive de-a lungul râului Emajõgi.
Au fost formate două grupări: Kampfgruppe Wagner din elemente ale Diviziei a 11-a infanterie, voluntari valoni din Brigada SS , voluntari SS din Divizia Wallonien și subunități de artilerie din divizia Nordland și  Kampfgruppe Vent din elemente ale Diviziei a 20-a SS estone și ale Regimentului al 200-lea finlandez plus elemente ale poliției militare germane și de securitate estonă. KG Wagner a fost respins rapid spre Tartu, care era deja în mâinile sovieticilor. KG Wagner s-a poziționat în defensivă pe linia râului Emajõgi River, fiind întărită de unitățile nou sosite din Germania din „563.Volksgrenadier-Division”.

## Retragerea în Curlanda
Pe 14 septembrie, Fronturile I, II și III Baltice sovietice au lansat o ofensivă de proporți având ca obiecti cucerirea orașului Riga și izolarea Grupului de Armată Nord în regiunea Curlanda.
După o ezitare îndelungată, Hitler a dat ordinul pentru evacuarea tuturor trupelor din Estonia. După ce rezistaseră mai multe luni, soldații epuizați ai Corpurilor SS Steiner au început retragerea de pe Tannenbergstellung. Govorov, care nu dorea să permită inamicului să scape, a lansat pe 17 septembrie un atac al Armatei a 2-a de șoc. Acest atac, care a pornit de pe linia râului Emajõgi, trebia să taie retragerea forțelor germane și estone și să le prindă în capcană într-o mică pungă. Germanii nu au reușit să respingă atacul, deși l-au încetinit mult, și s-au retras spre nor-vest.
O parte a apărătorilor din zona Narva s-a retras spre granița lituaniană. Pe 22 septembrie, ei au abandonat capitala Estoniei, Tallinn. Au izbucnit ciocniri între unitățile estone și cele germanii, estonii încercând să facă rost de arme și muniție pentru lupta de gherilă împotriva ocupanților sovietici.
În aceeași zi, marea majoritate a celor care luptaseră în regiunea Narva a ajuns la Riga, unde au început pregătirea pentru oprirea ofensivei sovietice. În nord avea să se formeze Punga Curlanda, iar germanii au luptat aici până când au fost retrași în Germania, pentru a participa la luptele defensive de pe Oder și din regiunea Berlinului.
Mai multe batalioane ale Diviziei a 20-a SS estoniene au fost încercuite în Estonia. Aceste unități au continuat lupta, unii dintre supraviețuitori alăturându-se luptătorilor de gherilă cunoscuți ca „Frații pădurii”, care au continuat lupta împotriva sovieticilor până în deceniul al șaselea.